# Антипов Микола Павлович
Мико́ла Па́влович Анти́пов (22 грудня 1993, Римарівка (Красноокнянський район, Одеська область) — 7 серпня 2014) — солдат (молодший сержант посмертно) Державної прикордонної служби України, учасник російсько-української війни.

## Життєпис
Народився 1993 року в селі Римарівка (Красноокнянський район, Одеська область). Після 9 класів Римарівської ЗОШ учився в Котовському медичному училищі, працював медбратом у Гулянському навчально-виробничому комплексі. Курсант 1-ї навчальної групи третього відділу підготовки молодших спеціалістів Навчального центру Державної прикордонної служби України. У березні 2014-го призваний за контрактом до рядів Збройних сил України. Пройшов вишкіл в навчальному центрі державної прикордонної служби України у місті Оршанець.
Двадцять дві доби бійці вели бій проти проросійських терористів та під обстрілами з території країни-агресора — Російської Федерації, прорив тривав 3 доби, бійці вийшли до українських сил у районі Савур-могили та Амвросіївки. Загинув 7 серпня під час обстрілу колони при виході з оточення в «Довжанському котлі» біля Червонопартизанська та КПП «Довжанський», тоді полягло іще 6 бійців, 17 зникли безвісти.
11 серпня 2014 року в Одеській області оголошено днем скорботи. Похований у селі Нестерове, в останню дорогу Героя проводжали односельці, мешканці сусідніх сіл та міст.
Без Миколи лишились батьки й сестра.

## Нагороди та вшанування
14 серпня 2014 року — за особисту мужність і героїзм, виявлені у захисті державного суверенітету та територіальної цілісності України, вірність військовій присязі під час російсько-української війни, відзначений — нагороджений орденом «За мужність» III ступеня (посмертно).
- 27 березня 2015 року в Римарівській школі відкрито меморіальну дошку випускникові Миколі Антипову
- У центрі громади Окни встановлено меморіал загиблим у російсько-українській війні землякам Вадиму Сапеску, Миколі Антипову та Надії Морозовій[1].
- його портрет розміщений на меморіалі «Стіна пам'яті полеглих за Україну» в Києві: секція 2, ряд 7, місце 21
- медаль УПЦ КП «За жертовність і любов до України» (посмертно)
- медаль «Захиснику Батьківщини» (посмертно)
- відзнака начальника Генерального Штабу Збройних сил України «Учасник АТО» (посмертно).
- вшановується 7 серпня на щоденному ранковому церемоніалі вшанування захисників України, які загинули цього дня в різні роки внаслідок російської збройної агресії на Сході України.